# Gretchen Polhemus
Gretchen Polhemus, née le Gretchen Lynn Polhemus-Jensen, le 12 mai 1965 à Fort Worth dans l'État du Texas, est une reine de beauté et actrice américaine.
Elle est connue à être élue Miss USA 1989.

## Biographie
Elle est née le 12 mai 1965 à Fort Worth dans l'état du Texas. Gretchen a travaillé comme courtier et agent immobilier.

### Concours de beauté
En 1987, elle est titrée Miss Miss Bedford USA ce qui lui permet de participer à Miss Texas USA de la même année.
Gretchen terminera deuxième dauphine et gagne le prix de la photogénie.
En 1988, Gretchen Polhemus autant que Miss Fort Worth USA, retente sa chance pour représenter son état à l'élection de Miss USA, par persévérance elle remporte Miss Texas USA.
En 1989, elle est couronnée Miss USA 1989.

### Après Miss USA
En 1993, elle est comédienne dans un film fait pour la télévision Bonanza: The Return avec Ben Johnson et Michael Landon Jr., et a travaillé comme correspondante sportive pour ESPN et pour une filiale de CBS. 
Gretchen Polhemus Jesen est membre du jury au concours de Miss USA 2003.
Elle était co-animatrice de Good Things Utah de KTVX-TV.

## Vie privée
Elle réside dans la région métropolitaine de Salt Lake City, est maintenant une mère divorcée de cinq enfants . 
Dont une de ses fille Baylee Lynn Jensen qui est Miss Utah USA 2017.